# Lipina (okres Olomouc)
Obec Lipina (německy Lippein) se nachází v Olomouckém kraji, okres Olomouc. Leží v Nízkém Jeseníku, asi 2 km na severovýchod od Šternberka a protéká jí Sprchový potok. Žije zde 175 obyvatel.
Skládá se ze dvou katastrálních území: Lipina u Šternberka a Stachov u Šternberka, dříve samostatná obec Stachov (Stachendorf).

## Historie
První písemná zmínka o vesnicích Lipina a Stachov pochází z roku 1296. Původně v okolí, na levém břehu Sprchového potoka stávala i ves Oldřichov, která ale brzy zanikla. Vždy byly obě součástí šternberského panství, po roce 1850 samostatnými obcemi v politickém a soudním okrese Šternberk. Měly ale společnou školu, kapli i hřbitov. Původní německé obyvatelstvo bylo po roce 1945 odsunuto a v roce 1949 byl Stachov připojen k Lipině. V letech 1961–1974 pak byla Lipina součástí obce Těšíkov, která se poté spolu s ní stala součástí Šternberka. Lipina se ale, na rozdíl od Těšíkova, osamostatnila roku 1990.
| Rok      | 1869 | 1880 | 1890 | 1900 | 1910 | 1921 | 1930 |
| -------- | ---- | ---- | ---- | ---- | ---- | ---- | ---- |
| Obyvatel | 371  | 376  | 333  | 312  | 301  | 318  | 312  |
| Domů     | 58   | 59   | 59   | 57   | 57   | 57   | 58   |
| Rok      | 1950 | 1961 | 1970 | 1980 | 1991 | 2001 | 2011 |
| Obyvatel | 201  | 186  | 173  | 129  | 105  | 113  | 152  |
| Domů     | 56   | 45   | 39   | 34   | 35   | 42   | 60   |

1. ↑  Uvedeno včetně Stachova.
2. ↑  Z toho v Lipině 220 osob národnosti německé a 8 československé a ve Stachově pouze 84 osob národnosti německé.[9]

## Pamětihodnosti
- kaple Navštívení Panny Marie
- socha Ježíše Krista (Ecce homo) z roku 1746
- tři kamenné kříže

## Galerie

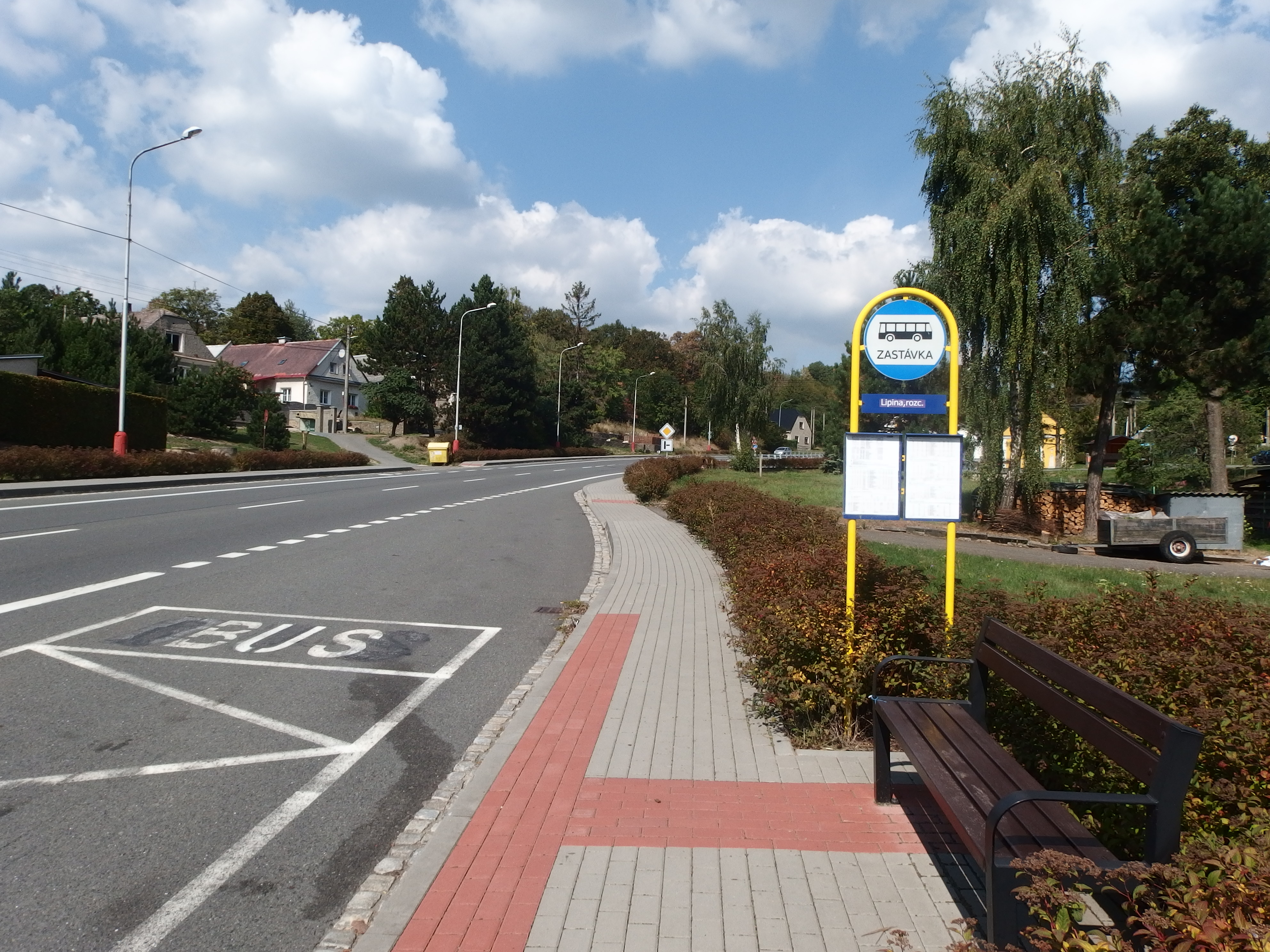
Hlavní silnice, směr Opava
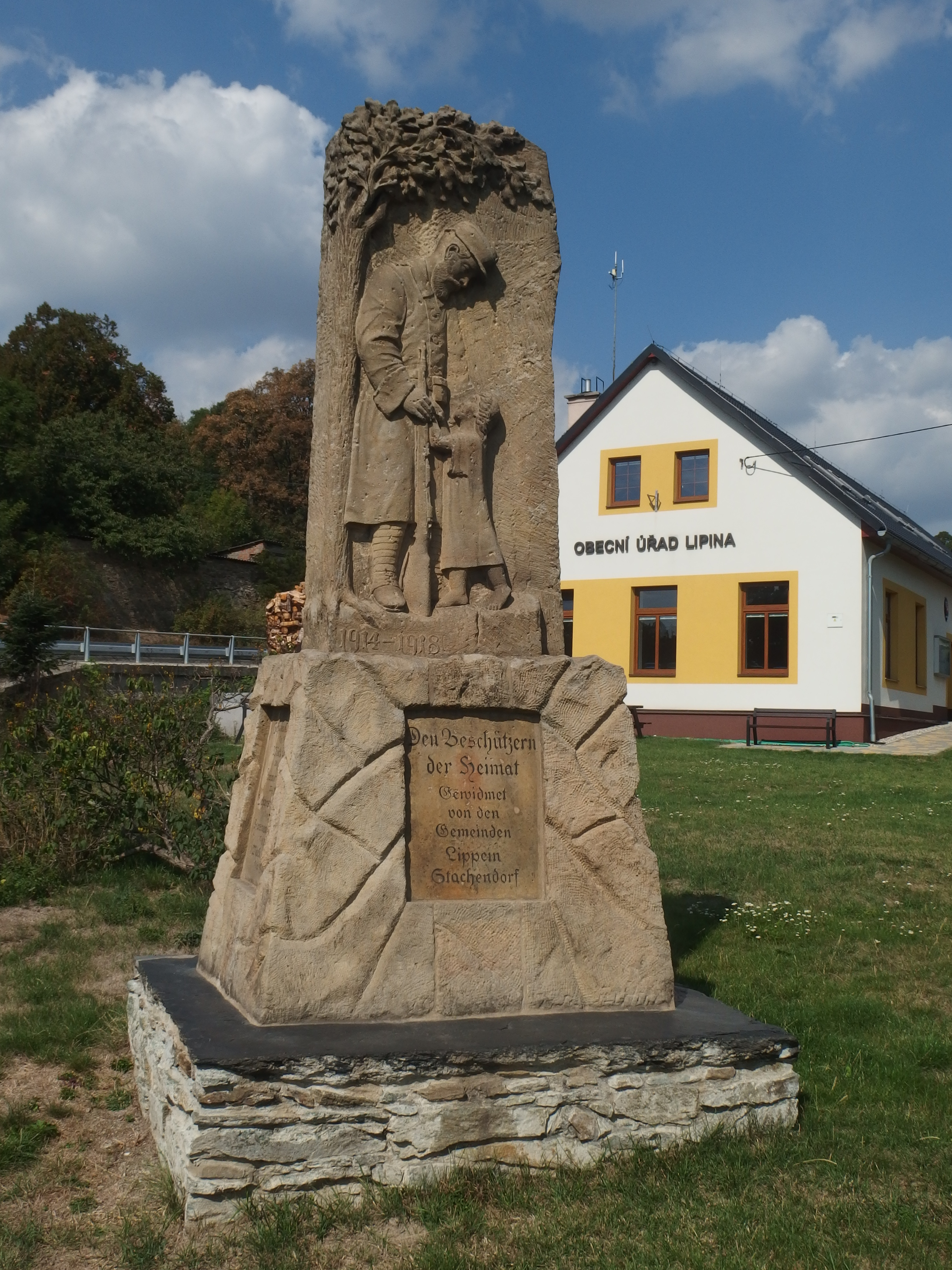
Pomník padlým v první světové válce
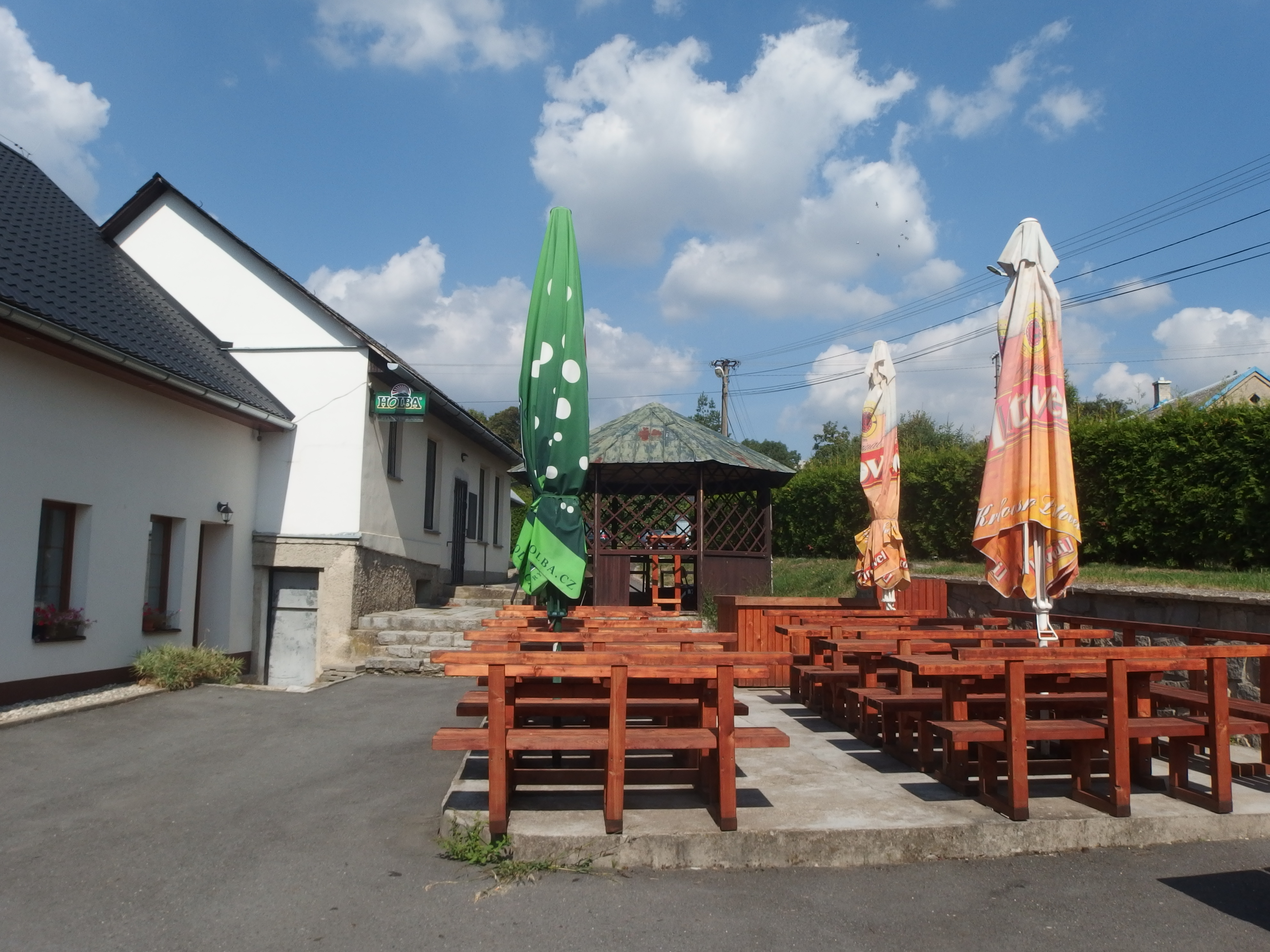
Hospůdka U kapličky
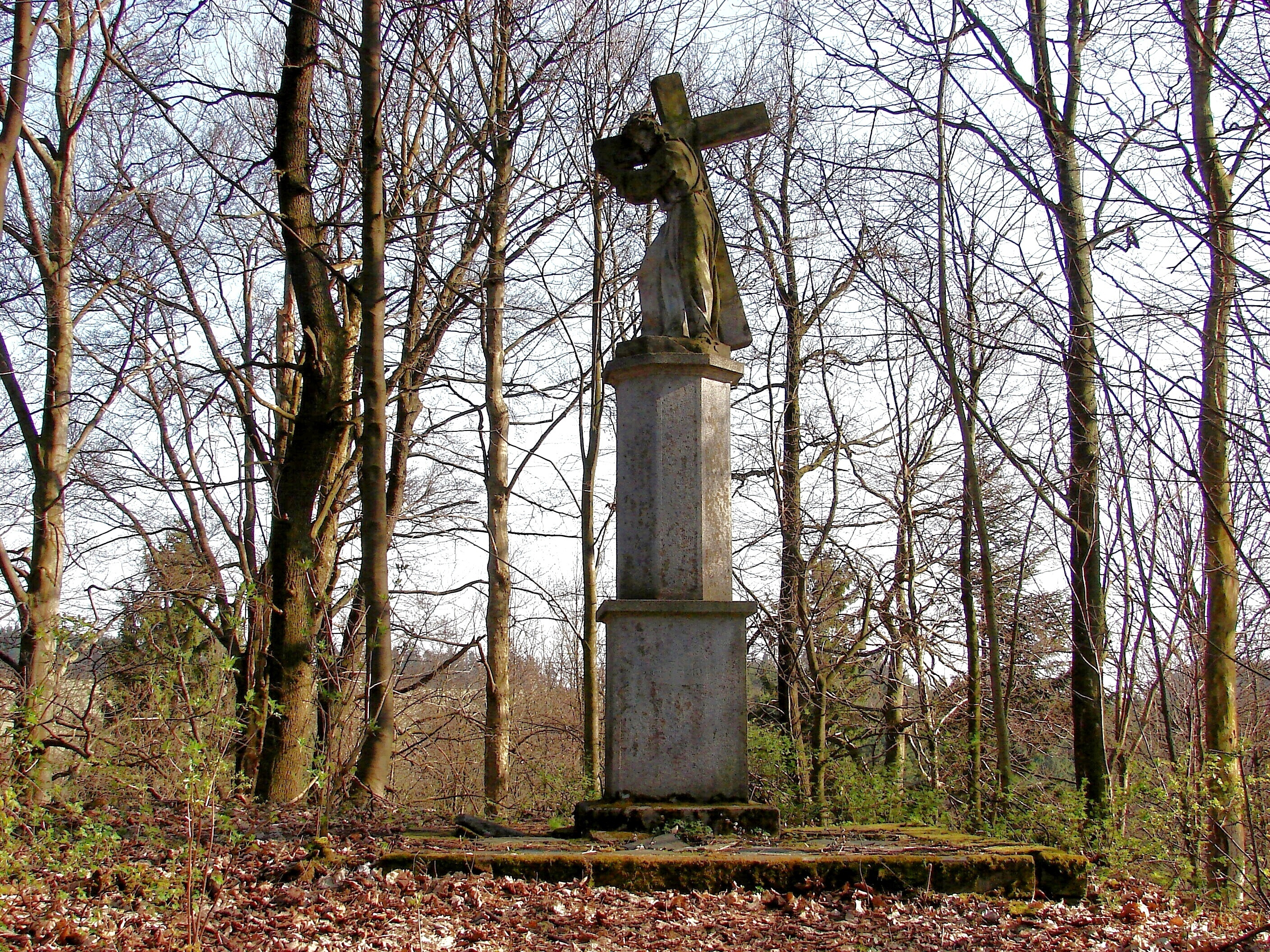
Socha Ecce homo